# Tenis stołowy na Igrzyskach Azjatyckich 2010
Tenis stołowy na Igrzyskach Azjatyckich 2010 odbyła się w dniach 13 - 20 listopada w Kantonie. Do rywalizacji przystąpiło 172 zawodników z 29 krajów azjatyckich. Areną zmagań tenisistów stołowych była hala Guangzhou Gymnasium.

## Program
|  | Eliminacje |  | Finały |

| Konkurencja             | Konkurencja | 13.11 | 14.11 | 15.11 | 16.11 | 17.11 | 18.11 | 19.11 | 20.11 |
| ----------------------- | ----------- | ----- | ----- | ----- | ----- | ----- | ----- | ----- | ----- |
| Drużynowo mężczyźni     |             |       |       |       |       |       |       |       |       |
| Drużynowo kobiety       |             |       |       |       |       |       |       |       |       |
| Gra pojedyncza mężczyzn |             |       |       |       |       |       |       |       |       |
| Gra pojedyncza kobiet   |             |       |       |       |       |       |       |       |       |
| Gra podwójna mężczyzn   |             |       |       |       |       |       |       |       |       |
| Gra podwójna kobiet     |             |       |       |       |       |       |       |       |       |
| Gra mieszana            |             |       |       |       |       |       |       |       |       |

## Medaliści
| Konkurencja:   | 1. miejsce                                | 2. miejsce                                                          | 3. miejsce |
| Gra pojedyncza | Ma Long                                   | Wang Hao                                                            | Joo Sae-hyuk Jun Mizutani |
| Gra podwójna   | Wang Hao Zhang Jike                       | Ma Lin Xu Xin                                                       | Jeoung Young-sik Kim Min-seok Kenta Matsudaira Kōki Niwa                                                                               |
| Drużynowo      | Ma Lin Ma Long Wang Hao Xu Xin Zhang Jike | Jeoung Young-sik Joo Sae-hyuk Kim Min-seok Lee Jung-woo Oh Sang-eun | Jang Song-man Kim Chol-jin Kim Hyok-bong Kim Nam-chol Ri Chol-guk Seiya Kishikawa Kenta Matsudaira Jun Mizutani Kōki Niwa Kaii Yoshida |

| Konkurencja:   | 1. miejsce                                      | 2. miejsce                                             | 3. miejsce |
| Gra pojedyncza | Li Xiaoxia                                      | Guo Yue                                                | Kim Kyung-ah Ai Fukuhara |
| Gra podwójna   | Guo Yue Li Xiaoxia                              | Ding Ning Liu Shiwen                                   | Ai Fukuhara Kasumi Ishikawa Hiroko Fujii Misako Wakamiya                                                                         |
| Drużynowo      | Ding Ning Guo Yan Guo Yue Li Xiaoxia Liu Shiwen | Feng Tianwei Li Jiawei Sun Beibei Wang Yuegu Yu Mengyu | Han Hye-song Hyon Ryon-hui Kim Hye-song Kim Jong Sin Hye-song Kim Kyung-ah Moon Hyun-jung Park Mi-young Seok Ha-jung Yang Ha-eun |

| Konkurencja: | 1. miejsce     | 2. miejsce              | 3. miejsce                                                   |
| Gra mieszana | Xu Xin Guo Yan | Cheung Yuk Jiang Huajun | Seiya Kishikawa Ai Fukuhara Kenta Matsudaira Kasumi Ishikawa |

## Klasyfikacja medalowa
| Klasyfikacja medalowa | Klasyfikacja medalowa | Klasyfikacja medalowa | Klasyfikacja medalowa | Klasyfikacja medalowa | Klasyfikacja medalowa |
| --------------------- | --------------------- | --------------------- | --------------------- | --------------------- | --------------------- |
| Miejsce               | Reprezentacja         | Złoto                 | Srebro                | Brąz                  | Razem                 |
| 1.                    | Chiny                 | 7                     | 4                     | -                     | 11                    |
| 2.                    | Korea Południowa      | -                     | 1                     | 4                     | 5                     |
| 3.                    | Singapur              | -                     | 1                     | -                     | 1                     |
| 3.                    | Hongkong              | -                     | 1                     | -                     | 1                     |
| 5.                    | Japonia               | -                     | -                     | 8                     | 9                     |
| 6.                    | Korea Północna        | -                     | -                     | 2                     | 2                     |